# Famous Dex
Famous Dex, de son vrai nom Dexter Gore Jr., né le 6 septembre 1993, est un rappeur américain. Il est notamment connu pour ses chansons "Pick It Up" et "Japan", qui se sont respectivement classées à la 54e et 28e place du Billboard Hot 100.

## Jeunesse
Dexter Gore Jr. est né le 6 septembre 1993 à Chicago et a été élevé dans le sud de la ville plus précisément à Englewood qui est connu pour être très violente,. Il décide de poursuivre une carrière dans la musique après la mort de sa mère en septembre 2014.

## Carrière
En 2015, il auto-édite sa première mixtape, Never Seen It Coming. Plus tard en 2015, il sort sa deuxième mixtape Dexter's Laboratory.
Début 2016, Famous Dex sort sa troisième et quatrième mixtape, Drippy et #OhhMannGoddDamn,. Au cours de l'été 2016, Dex annonce qu'il a officiellement signé chez le label de Rich the Kid, Rich Forever Music,. Rapidement après, Dex et Rich sortent leur collaboration, Rich Forever, qui a eu deux suites, dont la troisième était exclusivement avec Jay Critch qui venait de rejoindre le label. Une quatrième mixtape Rich Forever est prévue pour le 14 juillet 2018.
En mars 2017, Dex annonce le titre de son premier album, Dex Meets Dexter. L'album est sorti le 6 avril 2018.
En octobre 2017, il sort "Pick It Up" en featuring avec A$AP Rocky en tant que premier single de l'album, qui s'est classé à la 54e place du Billboard Hot 100, devenant la première chanson à se classer. Le deuxième single de l'album "Japan" est sorti le 16 mars 2018. Le 10 novembre 2018, il annonce sur son compte Twitter son prochain album intitulé "Wave Creator" qui sortira le 14 février 2019.
À partir de 2020 Famous Dex est impliqué dans plusieurs affaires de "drogues et violence envers ses petites amies". En 2021 il est arrêté et condamné à 364 jours de prison en Californie.

## Discographie

### Albums studio
| Titre            | Détails sur l'album                                                                                    | Meilleure position |
| Titre            | Détails sur l'album                                                                                    | US                 |
| ---------------- | --- | ------------------ |
| Dex Meets Dexter | - Date de sortie: 6 avril 2018 - Format: téléchargement - Label: Rich Forever Music, 300 Entertainment | 12                 |

### Mixtapes
| Titre                | Détails sur l'album                                                                                                 |
| -------------------- | --- |
| Never Seen It Coming | - Date de sortie: 12 juin 2015 - Hosted By DJ Amaris - Label: DDB Ent - Format: téléchargement                      |
| Dexter's Laboratory  | - Date de sortie: 3 octobre 2015 - Hosted By DJ Shon - Label: DDB Ent - Format: téléchargement                      |
| Drippy               | - Date de sortie: 1er janvier 2016 - Hosted By DJ Shon - Label: DDB Ent - Format: téléchargement                    |
| #OhhMannGoddDamn     | - Date de sortie: 12 mars 2016 - Label: DDB Ent, Rich Forever Music - Format: téléchargement                        |
| Heartbreak Kid       | - Date de sortie: 12 juin 2016 - Label: DDB Ent, Rich Forever Music - Format: téléchargement                        |
| Dexter: The Robot    | - Date de sortie: 16 septembre 2016 - Label: DDB Ent, Rich Forever Music - Format: téléchargement                   |
| Different            | - Date de sortie: 31 octobre 2016 - Hosted By DJ Shon - Label: DDB Ent, Rich Forever Music - Format: téléchargement |
| Read About It        | - Date de sortie: 25 décembre 2017 - Hosted By DJ Shon - Label: Rich Forever Music - Format: téléchargement         |

### Mixtapes collaboratives
| Titre                                          | Détails                                                                                                |
| ---------------------------------------------- | --- |
| Rich Forever Music (avec Rich Forever Music)   | - Date de sortie: 4 avril 2016 - Label: Rich Forever Music - Format: téléchargement                    |
| Rich Forever 2 (avec Rich Forever Music)       | - Date de sortie: 4 juillet 2016 - Label: Rich Forever Music - Format: téléchargement                  |
| The Rich Forever Way (avec Rich Forever Music) | - Date de sortie: 17 mars 2017 - Label: Rich Forever Music - Format: téléchargement                    |
| Rich Forever 3 (avec Rich Forever Music)       | - Date de sortie: 16 juin 2017 - Label: Rich Forever Music, 300 Entertainment - Format: téléchargement |
| Rich Forever 4 (avec Rich Forever Music)       | Retardée                                                                                               |

### Singles
| Titre                                              | Année | Meilleure position | Meilleure position | Meilleure position | Certifications | Album               |
| Titre                                              | Année | US                 | US R&B/HH          | CAN                | Certifications | Album               |
| -------------------------------------------------- | ----- | ------------------ | ------------------ | ------------------ | -------------- | ------------------- |
| 2 Times                                            | 2015  | —                  | —                  | —                  |                | Dexter's Laboratory |
| Drip from My Walk                                  | 2015  | —                  | —                  | —                  | Drippy         |                     |
| Pick It Up (featuring A$AP Rocky)                  | 2017  | 54                 | 26                 | 60                 | - RIAA: Or     | Dex Meets Dexter    |
| In the Bank (featuring YoungBoy Never Broke Again) | 2018  | —                  | —                  | —                  |                | single sans album   |
| Japan                                              | 2018  | 28                 | 18                 | 40                 |                | Dex Meets Dexter    |
| Light (featuring Drax Project)                     | 2018  | —                  | —                  | —                  |                | Dex Meets Dexter    |

### Apparitions
| Titre             | Année                | Autres artiste(s)                                  | Album                |
| ----------------- | -------------------- | -------------------------------------------------- | -------------------- |
| Rari              | 2016                 | Carnage, Lil Yachty, Ugly God                      | NC                   |
| Honor xoll        | 2016                 | DJ Twin, Lil Yachty, Sean Kingston                 | Day 1 EP             |
| Real Deal         | 2016                 | Rich The Kid, Migos                                | Trap Talk            |
| New Wave          | 2016                 | Rich The Kid                                       | Keep Flexin          |
| Straight Up       | 2016                 | Rich The Kid, Playboi Carti                        | Keep Flexin          |
| Coach Cartier     | 2017                 | A$AP Ferg                                          | Still Striving       |
| Mattress" (Remix) | 2017                 | ASAP Ferg, A$AP Rocky, Playboi Carti, Rich the Kid | Still Striving       |
| DiegoDexterDuke   | 2017                 | Diego Money, YSL Duke                              | Diego & Friends      |
| Hop Out           | 2017                 | Diego Money                                        | Diego & Friends      |
| New Rage          | 2017                 | Diego Money, Xavier Wulf, Warhol.SS                | Diego & Friends      |
| Made In China     | 2017                 | Higher Brothers                                    | Black Cab            |
| Pull Up           | 2017                 | Jay Critch                                         | NC                   |
| Digital           | 2017                 | Lil Tracy                                          | XOXO                 |
| Gotcho Bitch      | 2017                 | Lil Wop                                            | Wake-N-Bake          |
| Cautious          | 2017                 | Rocket Da Goon, Maxo Kream                         | Pluto Talk           |
| Blade of Woe      | 2017                 | Trippie Redd                                       | A Love Letter to You |
| Things I Brought  | 2017                 | UnoTheActivist                                     | Live.Shyne.Die       |
| Zeta Zero 0.5     | 2017                 | 6IX9INE, Dalyb, Schlosser                          | NC                   |
| Like a Glock      | 2018                 | Lil Tracy                                          | Tracy's Manga        |
| ILYSM             | 2018                 | Robb Banks                                         | Molly World          |
| Japan 88          | 2018                 | Keith Ape, Verbal                                  | Head In The Clouds   |
| 10 in A           | Gio-K,Bryan monopoly | back Again                                         |                      |